# Śukra

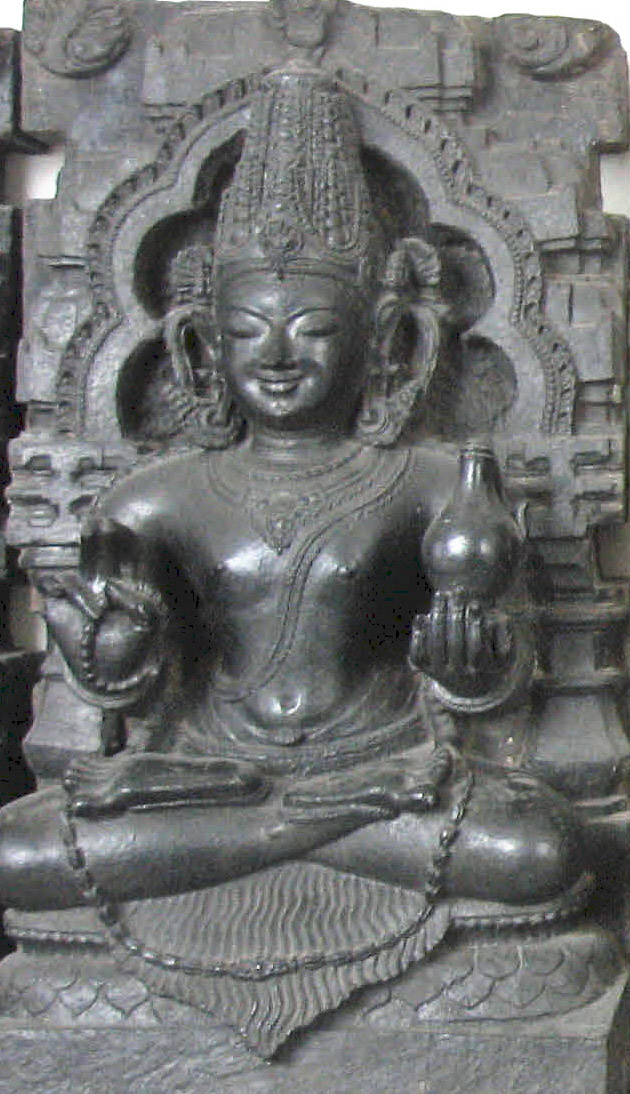
Śukra

Śukra (dewanagari शुक्र,  jasny) – hinduistyczny bóg planety Wenus, jeden z Dziewięciu Porywaczy Nawagraha znany także jako Uśanaś i Kawja "Pochodzący od Mędrca" (syn Bhrygu). Kapłan i nauczyciel asurów dający ludziom wiedzę o przyszłości, przeszłości i teraźniejszości, przywracający do życia umarłych. Władał piątkiem.